# Joe Pytka
Joe Pytka (ur. 4 listopada 1938 w Braddock) – amerykański reżyser reklam, filmowy oraz twórca teledysków. Pytka zasłynął głównie dzięki realizacji wielu popularnych w Stanach Zjednoczonych spotów reklamowych dla firm takich jak Apple, Nike, IBM, UPS, McDonald’s, Pepsi, Polaroid, Snickers i Johnson & Johnson. Reżyser podczas swojej długoletniej kariery współpracował m.in. z zespołem The Beatles, Madonną, Michaelem Jacksonem, Tigerem Woodsem, Tomem Hanksem, Marlonem Brando, Wayne’em Gretzkym, LeBronem Jamesem oraz Barackiem Obamą.

## Kariera

### Początki
Pytka – mający pochodzenie polskie – studiował sztuki piękne na Carnegie Museum of Art, Carnegie Tech (obecnie Carnegie Mellon) oraz inżynierię chemiczną na University of Pittsburgh. Kształcąc się jeszcze na uczelni, rozpoczął karierę filmową na WRS Motion Pictures, gdzie szkolił się montażu, kręcenia zdjęć oraz technik nagrywania. Przeniósł się później do Nowego Jorku zajmując kierownicze stanowisko przy postprodukcji w MGM Telestudios. Pytka wrócił jednak do Pittsburgha w celu realizowania dokumentów dla stacji telewizyjnej WQED, będącej ważnym centrum produkcyjnym ówczesnej sieci National Educational Television Network, a obecnie PBS. Jego film A View of the Sky był oficjalną pracą amerykańską na światowych targach Expo 67 w Montrealu.
Po odejściu ze stacji WQED, Pytka założył przedsiębiorstwo produkcyjne z Riftem Fournierem (Fournier/Pytka), produkując i reżyserując niezależne filmy krótkometrażowe, dokumenty, ale również okazjonalnie reklamy. Pytka zrealizował krótki film – będący prekursorem teledysków – High Flying Bird, w którym wystąpił Steve McQueen.

### Dalsza kariera
Pytka zaadaptował formę dokumentalną w swoich reklamach telewizyjnych. Reżyser przeniósł się później do Nowego Jorku i Los Angeles. Wyreżyserował on ponad 5000 reklam dla największych światowych korporacji, za wiele z nich otrzymując nagrody, m.in. trzy Directors Guild of America w kategorii „Commercial Direction” (1983, 1987, 1992). Jest on laureatem Grand Prix i siedmiu Palm d’Or na Cannes Lions International Festival of Creativity, nagrody Emmy za reklamę dokumentu HBO Chimps. W 1997 roku Pytka otrzymał nagrodę Grammy w kategorii Best Music Video, Short Form za wideoklip do utworu „Free as a Bird” zespołu The Beatles. Reżyser jest także laureatem wielu nagród Clio (m.in. Lifetime Achievement Award w 2011 roku).
Pytka stworzył także ponad pięćdziesiąt dzieł będących w stałej ekspozycji nowojorskiej placówki Museum of Modern Art.
Pytka wyreżyserował ponad 80 reklam na potrzeby finałów rozgrywek Super Bowl, z których dziewięć wygrało w głosowaniu organizowanym przez amerykański dziennik „USA Today”. Wyreżyserowana przez niego reklama dla Pepsi, „Security Camera”, wybrana została najlepszą w historii tego plebiscytu. Jego reklama z 1992 roku dla firmy Nike – „Hare Jordan” – była wzorcem dla kasowego filmu Kosmiczny mecz (1996), którego reżyserem był także Pytka. Wcześniej był on także twórcą filmu Niech się dzieje co chce, w którym główną rolę zagrał Richard Dreyfuss.

## Teledyski
- 1987: „The Way You Make Me Feel” (Michael Jackson)[1][5]. Wideoklip otrzymał nominację podczas MTV Video Music Awards w 1988 roku. Wideo (obok innego klipu Jacksona „Bad”) był nominowany w kategorii „Best Choreography” (wygrał film „The Pleasure Principle” siostry muzyka Janet)[14].
- 1989: „Dirty Diana” (Michael Jackson). Klip zdobył tytuł „Number One Video In The World” podczas drugiej ceremonii rozdania nagród World Music Awards (1989)[15].
- 1991: „Heal the World” (Michael Jackson)[5]
- 1997: „Free as a Bird” (The Beatles). Teledysk ze zdjęciami z perspektywy lotu ptaka nawiązuje do twórczości zespołu The Beatles. Klip wygrał nagrodę Grammy w kategorii „Best Short Form Music Video” (1997)[9].
- 2000: „(Just Like) Starting Over” (John Lennon)[16]

## Nagrody i wyróżnienia
- 1997: Emmy za reklamę dokumentu HBO Chimps[3]
- 1997: Grammy za teledysk do utworu „Free as a Bird” zespołu The Beatles[9]
- 2011: Art Directors Club Hall of Fame[1]
- 2012: One Club Hall of Fame[17]
- 2014: Cannes Lion of St. Mark[18]
- 2014: Advertising Hall of Fame[19]
- Directors Guild of America: 3× DGA Award (plus 15 nominacji)[20]
- National Cowboy & Western Heritage Museum: Special Short Feature Award za The Dream[21]